# Mungo
Mungo é uma cidade e município da província do Huambo, em Angola.
Tem 5 400 km² e cerca de 30 mil habitantes. É limitado a norte pelo município do Andulo, a leste pelos municípios do Andulo e da Cunhinga e a sul e a oste pelo município do Bailundo.
O município é constituído pela comuna-sede, correspondente à cidade de Mungo, e pela comuna de Cambuengo.

## História
O município do Mungo foi criado pela portaria nº 12925 de 07 de outubro de 1963 e abrange uma superfície de 5 400 km², cujos limites geográficos estão estabelecidos pela portaria nº 18137/A de 13 de dezembro de 1971, publicado no boletim oficial nº 290 conjugado com o despacho nº 05/95 de 18 de janeiro de 1995 do governador provincial.

## Geografia
Possui 96.618 habitantes dos quais cerca de 37.000 corresponde a população activa distribuídos em 374 aldeias, cinco povoações, sendo os vilarejos de Gandarinha, Alto Caiumbuca, Missassa e Chiueca Chango.
O município do Mungo fica situado a norte da sede da província do Huambo, distando desta 130 Km; é confinado norte pelo município do Andulo, a leste pelos municípios do Andulo e da Cunhinga e a sul e a oste pelo município do Bailundo.

### Subdivisões
O Mungo compõe-se de duas comunas, sendo a comuna-sede, correspondendo a cidade de Mungo, e a comuna de Cambuengo.

## Economia
A principal atividade econômica da população e, subsequentemente a base de sustento, é a agricultura, que ainda é de carácter de subsistência, onde se destacam como principais culturas o milho, feijão, feijão-frade, abacaxi, batata-doce, mandioca, soja e hortícolas diversas. 
Ocorre ainda, mesmo de forma minguada, algum associativismo de camponeses em associações de camponeses e cooperativas. 
O município registra 76 associações de camponeses, quatro associações de pescadores, uma associação de apicultores e 8 cooperativas no total de 5160 associados.